# Elecciones generales de Kenia de 1992
Las elecciones generales de Kenia de 1992 se celebraron el 29 de diciembre, siendo las primeras elecciones multipartidistas desde la década de 1960. Daniel Arap Moi, de la gobernante Unión Nacional Africana de Kenia, obtuvo un estrecho triunfo en las elecciones presidenciales, mientras que su partido, obteniendo tan solo el 24,5 % de los votos, continuó dominando la Asamblea Nacional con mayoría absoluta. La elección estuvo lejos de ser limpia, viéndose estropeada por acusaciones de relleno de urnas, y violencia étnica sistemática en la provincia del Valle del Rift. Human Rights Watch acusó a varios destacados políticos keniatas, entre ellos el presidente Daniel Arap Moi y el vicepresidente George Saitoti, de incitar y coordinar la violencia preelectoral.
Con todo, fueron las primeras elecciones donde la Presidencia de la República se eligió directamente. Aunque la constitución previa mencionaba la elección directa del Presidente, este había sido elegido por la Asamblea Nacional tras las elecciones de 1964 y posteriormente declarado «ganador sin oposición» de elecciones que nunca se celebraron en 1969, 1974, 1979, 1983 y 1988. La participación electoral fue del 69,4 % del electorado registrado.

## Elección presidencial

### Resultado general
| Candidato                          | Partido                                            | Votos     | %    |
| ---------------------------------- | -------------------------------------------------- | --------- | ---- |
| Daniel arap Moi                    | Unión Nacional Africana de Kenia                   | 1.927.645 | 36.6 |
| Kenneth Matiba                     | Foro para la Restauración de la Democracia - Asili | 1.354.856 | 25.7 |
| Mwai Kibaki                        | Partido Demócrata                                  | 1.035.507 | 19.6 |
| Jaramogi Oginga Odinga             | Foro para la Restauración de la Democracia - Kenia | 903.886   | 17.1 |
| Chibule wa Tsuma                   | Congreso Nacional de Kenia                         | 15.393    | 0.3  |
| George Anyona                      | Congreso Social de Kenia                           | 14.253    | 0.3  |
| John Harun Mwau                    | Partido de los Candidatos Independientes de Kenia  | 10.449    | 0.2  |
| David Mukaru Ng'ang'a              | Alianza Nacional Democrática de Kenia              | 8.527     | 0.2  |
| Votos en blanco/anulados           | Votos en blanco/anulados                           | 251.194   | –    |
| Total                              | Total                                              | 5.521.710 | 100  |
| Votantes registrados/participación | Votantes registrados/participación                 | 7.956.354 | 69.4 |
| Fuente: Nohlen et al.              |                                                    |           |      |

### Resultado por provincia
| Province              | Moi       | Moi  | Matiba    | Matiba | Kibaki    | Kibaki | Odinga  | Odinga | Otros  | Otros | Total     |
| Province              | Votos     | %    | Votos     | %      | Votos     | %      | Votos   | %      | Votos  | %     | Total     |
| --------------------- | --------- | ---- | --------- | ------ | --------- | ------ | ------- | ------ | ------ | ----- | --------- |
| Central               | 21.918    | 2.1  | 630.194   | 60.4   | 373.147   | 35.8   | 10.668  | 1.0    | 6.945  | 0.7   | 1.042.872 |
| Costera               | 188.296   | 62.1 | 33.399    | 11.0   | 32.201    | 10.6   | 42.796  | 14.1   | 6.653  | 2.2   | 303.345   |
| Oriental              | 290.372   | 37.0 | 79.436    | 10.1   | 392.481   | 50.0   | 13.673  | 1.7    | 8.819  | 1.1   | 784.781   |
| Nororiental           | 46.420    | 74.8 | 7.188     | 11.6   | 3.259     | 5.3    | 5.084   | 8.2    | 73     | 0.1   | 62.024    |
| Nairobi               | 62.410    | 16.6 | 165.553   | 44.1   | 69.715    | 18.6   | 75.888  | 20.2   | 1.944  | 0.5   | 375.510   |
| Nyanza                | 117.554   | 15.2 | 10.299    | 1.3    | 51.998    | 6.7    | 581.490 | 75.4   | 9.807  | 1.3   | 771.148   |
| Valle del Rift        | 981.488   | 71.5 | 214.727   | 15.6   | 98.302    | 7.2    | 75.465  | 5.5    | 3.535  | 0.3   | 1.373.517 |
| Occidental            | 219.187   | 39.3 | 214.060   | 38.4   | 14.404    | 2.6    | 98.822  | 17.7   | 10.846 | 1.9   | 557.319   |
| Total                 | 1.927.645 | 36.6 | 1.354.856 | 25.7   | 1.035.507 | 19.6   | 903.886 | 17.1   | 48.622 | 0.9   | 5.270.516 |
| Fuente: Nohlen et al. |           |      |           |        |           |        |         |        |        |       |           |

## Elección legislativa
Tras las elecciones, el presidente reelecto Daniel Arap Moi designó a otros 12 miembros que completaron la mayoría absoluta de su gobierno.
| Partido                                            | Votos     | %    | Escaños |
| -------------------------------------------------- | --------- | ---- | ------- |
| Unión Nacional Africana de Kenia                   | 1.327.691 | 24.5 | 100     |
| Foro para la Restauración de la Democracia - Asili | 1.118.247 | 20.6 | 31      |
| Partido Demócrata                                  | 1.016.049 | 18.7 | 23      |
| Foro para la Restauración de la Democracia - Kenia | 928.364   | 17.1 | 31      |
| Congreso Nacional de Kenia                         | 87.788    | 1.5  | 1       |
| Partido de los Candidatos Independientes de Kenia  | 42.109    | 0.8  | 1       |
| Congreso Social de Kenia                           | 17.133    | 0.3  | 1       |
| Alianza Nacional Democrática de Kenia              | 771       | 0.0  | 0       |
| Partido Socialdemócrata de Kenia                   | 177       | 0.0  | 0       |
| Votos en blanco/anulados                           | 61.173    | –    | –       |
| Total                                              | 5.486.768 | 100  | 188     |
| Votantes registrados/participación                 | 7.900.366 | 69.4 | –       |
| Fuente: Nohlen et al.                              |           |      |         |

## Consecuencias
A mediados de 1993, Kenneth Matiba presentó una petición judicial contra los resultados electorales, alegando que las elecciones eran fraudulentas por haberse llevado a cabo en un clima de violencia. Sin embargo, el hecho de no haber firmado personalmente la petición dio lugar a que la petición fuera anulada por el juez Riaga Omolo. Matiba, que estaba físicamente incapacitado, solicitó a su esposa que firmara ella la petición, siendo este el motivo de que fuera anulada. En 2012, casi veinte años después de las elecciones, Omolo fue declarado no apto para servir en la Junta de Jueces y Magistrados de Vetting por haber realizado esta anulación.